# 오가와라호
오가와라호(일본어: 小川原湖 오가와라코[*])는 아오모리현 미사와시, 가미키타군 도호쿠정, 롯카쇼촌에 걸쳐있는 호수이다. 일본의 호소 중 11번째로 넓다. 행정구역상 도호쿠정에 속한다.

## 지리
아오모리현의 동부에 위치해 있다. 면적은 아오모리 현내에서 가장 넓다. 최대수심은 25 m이지만, 호변 주위는 200 m 안쪽까지는 수심 2 m 전후로 얕다. 해면수위가 호면수위보다 높은 시기에는 다카세강을 따라 해수가 밀려온다.
오가와라호 주변에는 오부치늪, 다카호코늪, 이치야나기늪, 다모기늪, 우치누마늪, 아네누마늪 등의 호소군이 분포해 있고, 이들을 통틀어 오가와라호 호소군이라고 부른다.
- 유입하천: 시치노헤강, 하나키리강, 사도로강, 아네누마강 등
- 유출하천: 다카세강

## 생태
오가와라호 호소군 및 주변은 환경이 잘 보존되어 다채로운 생태계를 구성하고 있어 일본 환경성이 지정한 일본의 중요습지 500곳 중 한 곳이다.
호소군 일부에서는 마리모가 자라고 있고, 기수성 마리호의 친척관계인 Wittrockiella salina의 존재가 근년에 확인되었다. 이는 일본에서 처음 확인된 사례였다.
일찍이 오가와라호에서는 연어에 속하는 사할린 타이먼이 살고 있었지만, 1943년 이후로 자취를 감추었다.
조류로는 겨울철새인 큰고니, 고니가 찾아온다.